# Lista över Strikeforce-mästare
Detta är en lista över samtliga mästare i MMA-organisationen Strikeforce olika viktklasser sedan Clay Guida blev organisationens första mästare i mars 2006.

## Historik per viktklass (herrar)

### Tungvikt
93 till 120 kg (206 till 265 lbs)
| Nr | Namn                                      | Datum                                                          | Plats                      | Titelförsvar                                                              |
| --- | ----------------------------------------- | -------------------------------------------------------------- | -------------------------- | ------------------------------------------------------------------------- |
| 1 | Alistair Overeem besegrade Paul Buentello | 16 november 2007 Strikeforce: Four Men Enter, One Man Survives | San Jose, Kalifornien, USA | - besegrade Brett Rogers den 15 maj 2010 vid Strikeforce: Heavy Artillery |
| Titeln som tungviktsmästare blev vakant den 29 juli 2011 då den regerande mästaren Alistair Overeems kontrakt med organisationen sades upp |                                           |                                                                |                            |                                                                           |

### Lätt tungvikt
84 till 93 kg (186 till 205 lbs)
| Nr | Namn                                    | Datum                                          | Plats                      | Titelförsvar                                                                    |
| -- | --------------------------------------- | ---------------------------------------------- | -------------------------- | ------------------------------------------------------------------------------- |
| 1  | Bobby Southworth besegrade Vernon White | 8 december 2006 Strikeforce: Triple Threat     | San Jose, Kalifornien, USA | - besegrade Anthony Ruiz den 27 juni 2008 vid Strikeforce: Melendez vs. Thomson |
| 2  | Renato Sobral                           | 21 november 2008 Strikeforce: Destruction      | San Jose, Kalifornien, USA |                                                                                 |
| 3  | Gegard Mousasi                          | 15 augusti 2009 Strikeforce: Carano vs. Cyborg | San Jose, Kalifornien, USA |                                                                                 |
| 4  | Muhammed Lawal                          | 17 april 2010 Strikeforce: Nashville           | Nashville, Tennessee, USA  |                                                                                 |
| 5  | Rafael Cavalcante                       | 21 augusti 2010 Strikeforce: Houston           | Houston, Texas, USA        |                                                                                 |
| 6  | Dan Henderson                           | 5 mars 2011 Strikeforce: Feijao vs. Henderson  | Columbus, Ohio, USA        |                                                                                 |

### Mellanvikt
77 till 84 kg (171 till 185 lbs)
| Nr | Namn                                 | Datum                                         | Plats                          | Titelförsvar                                                                   |
| --- | ------------------------------------ | --------------------------------------------- | ------------------------------ | ------------------------------------------------------------------------------ |
| 1 | Frank Shamrock besegrade Phil Baroni | 22 juni 2007 Strikeforce: Shamrock vs. Baroni | San Jose, Kalifornien, USA     |                                                                                |
| 2 | Cung Le                              | 29 mars 2008 Strikeforce: Shamrock vs. Le     | San Jose, Kalifornien, USA     |                                                                                |
| Positionen som mästare blev vakant den 17 september 2009 efter att Le avsagt sig titeln för att medverka vid en filminspelning.   |                                      |                                               |                                |                                                                                |
| 3 | Jake Shields besegrade Jason Miller  | 7 november 2009 Strikeforce: Fedor vs Rogers  | Hoffman Estates, Illinois, USA | - besegrade Dan Henderson den 17 april 2010 vid Strikeforce: Nashville         |
| Positionen som mästare blev vakant den 1 juli 2010 när den regerande mästaren Jake Shields skrev kontrakt med organisationen UFC. |                                      |                                               |                                |                                                                                |
| 4 | Ronaldo Souza besegrade Tim Kennedy  | 21 augusti 2010 Strikeforce: Houston          | Houston, Texas, USA            | - besegrade Robbie Lawler den 29 januari 2011 vid Strikeforce: Diaz vs. Cyborg |

### Weltervikt
156 to 170 lbs (70 to 77 kg)
| Nr | Namn                                 | Datum                              | Plats                 | Titelförsvar |
| -- | ------------------------------------ | ---------------------------------- | --------------------- | --- |
| 1  | Nick Diaz besegrade Marius Žaromskis | 30 januari 2010 Strikeforce: Miami | Sunrise, Florida, USA | - besegrade K.J. Noons den 9 oktober 2010 vid Strikeforce: Diaz vs. Noons II - besegrade Evangelista Santos den 29 januari 2011 vid Strikeforce: Diaz vs. Cyborg - besegrade Paul Daley den 9 april 2011 vid Strikeforce: Diaz vs. Daley |

### Lättvikt
66 till 70 kg (146 till 155 lbs)
| Nr | Namn                                                                           | Datum                                          | Plats                      | Titelförsvar |
| -- | ------------------------------------------------------------------------------ | ---------------------------------------------- | -------------------------- | --- |
| 1  | Clay Guida besegrade Josh Thomson                                              | 10 mars 2006 Strikeforce: Shamrock vs. Gracie  | San Jose, Kalifornien, USA | |
| 2  | Gilbert Melendez                                                               | 9 juni 2006 Strikeforce: Revenge               | San Jose, Kalifornien, USA | - besegrade Gabe Lemley den 29 mars 2008 vid Strikeforce: Shamrock vs. Le                                                                         |
| 3  | Josh Thomson                                                                   | 27 juni 2008 Strikeforce: Melendez vs. Thomson | San Jose, Kalifornien, USA | |
|    | Gilbert Melendez besegrade Rodrigo Damm för interim-titeln                     | 11 april 2009 Strikeforce: Shamrock vs. Diaz   | San Jose, Kalifornien, USA | - besegrade Mitsuhiro Ishida den 15 augusti 2009 vid Strikeforce: Carano vs. Cyborg                                                               |
| 4  | Gilbert Melendez (2) (besegrade Josh Thomson för titeln som obestridd mästare) | 19 december 2009 Strikeforce: Evolution        | San Jose, Kalifornien, USA | - besegrade Shinya Aoki den 17 april 2010 vid Strikeforce: Nashville - besegrade Tatsuya Kawajiri den 7 april 2011 vid Strikeforce: Diaz vs Daley |

## Historik per viktklass (damer)

### Fjädervikt
61 till 66 kg (136 till 145 lbs)
Viktklassen har tidigare hetat lättvikt och mellanvikt
| Nr | Namn                                   | Datum                                          | Plats                      | Titelförsvar |
| -- | -------------------------------------- | ---------------------------------------------- | -------------------------- | --- |
| 1  | Cristiane Santos besegrade Gina Carano | 15 augusti 2009 Strikeforce: Carano vs. Cyborg | San Jose, Kalifornien, USA | - besegrade Marloes Coenen den 30 januari 2010 vid Strikeforce: Miami - besegrade Jan Finney den 26 juni 2010 vid Strikeforce: Fedor vs. Werdum |

### Bantamvikt
57 till 61 kg (126 till 135 lbs)
Viktklassen har tidigare hetat weltervikt och mellanvikt
| Nr | Namn                                 | Datum                                         | Plats                      | Titelförsvar                                                                    |
| -- | ------------------------------------ | --------------------------------------------- | -------------------------- | ------------------------------------------------------------------------------- |
| 1  | Sarah Kaufman besegrade Takayo Hashi | 26 februari 2010 ShoMMA 6: Kaufman vs. Hashi  | San Jose, Kalifornien, USA | - besegrade Roxanne Modafferi den 23 juli 2010 vid ShoMMA 9                     |
| 2  | Marloes Coenen                       | 9 oktober 2010 Strikeforce: Diaz vs. Noons II | San Jose, Kalifornien, USA | - besegrade Liz Carmouche den 5 mars 2011 vid Strikeforce: Feijao vs. Henderson |
| 3  | Miesha Tate                          | 30 juli 2011 Strikeforce: Fedor vs. Henderson | Hoffman Estates, IL        |                                                                                 |

## Nedlagda viktklasser

### Mellanvikt USA
77 till 84 kg (171 till 185 lbs)
| Namn                                 | Datum                                      | Plats                      | Titelförsvar |
| ------------------------------------ | ------------------------------------------ | -------------------------- | ------------ |
| Eugene Jackson besegrade Ronald Jhun | 8 december 2006 Strikeforce: Triple Threat | San Jose, Kalifornien, USA |              |

### Lättvikt USA
66 till 70 kg (146 till 155 lbs)
| Namn                            | Datum                                      | Plats                      | Titelförsvar                                                                    |
| ------------------------------- | ------------------------------------------ | -------------------------- | ------------------------------------------------------------------------------- |
| Josh Thomson besegrade Nam Phan | 8 december 2006 Strikeforce: Triple Threat | San Jose, Kalifornien, USA | - besegrade Nick Gonzalez den 22 juni 2007 vid Strikeforce: Shamrock vs. Baroni |

## Turneringar
| Viktklass          | Segrare        | Tvåa            | Datum            | Plats                      | Gala                                          |
| ------------------ | -------------- | --------------- | ---------------- | -------------------------- | --------------------------------------------- |
| Mellanvikt         | Jorge Santiago | Trevor Prangley | 17 november 2007 | San Jose, Kalifornien, USA | Strikeforce: Four Men Enter, One Man Survives |
| Weltervikt (damer) | Miesha Tate    | Hitomi Akano    | 13 augusti 2010  | Phoenix, Arizona           | ShoMMA 10: Riggs vs. Taylor                   |

### Strikeforce Grand Prix
Strikeforce Grand Prix är en tungviktsturnering med åtta tungviktare som hålls under 2011.
|  | Kvartsfinaler     | Kvartsfinaler    |                   |  | Semifinaler | Semifinaler |  |  | Final | Final |  |  |  |  |
|  |                   |                  |                   |  |             |             |  |  |       |       |  |  |  |  |
|  | Fedor Emelianenko | R. 2             |                   |  |             |             |  |  |       |       |  |  |  |  |
|  | Antonio Silva     | TKO              |                   |  |             |             |  |  |       |       |  |  |  |  |
|  | Antonio Silva     | TKO              | Antonio Silva     |  |             |             |  |  |       |       |  |  |  |  |
|  |                   |                  |                   |  |             |             |  |  |       |       |  |  |  |  |
|  |                   | Alistair Overeem |                   |  |             |             |  |  |       |       |  |  |  |  |
|  | Alistair Overeem  | R. 3             |                   |  |             |             |  |  |       |       |  |  |  |  |
|  | Alistair Overeem  | R. 3             |                   |  |             |             |  |  |       |       |  |  |  |  |
|  | Fabricio Werdum   | UD               |                   |  |             |             |  |  |       |       |  |  |  |  |
|  | Fabricio Werdum   | UD               |                   |  |             |             |  |  |       |       |  |  |  |  |
|  |                   |                  |                   |  |             |             |  |  |       |       |  |  |  |  |
|  |                   |                  |                   |  |             |             |  |  |       |       |  |  |  |  |
|  | Andrei Arlovski   | R. 1             |                   |  |             |             |  |  |       |       |  |  |  |  |
|  | Andrei Arlovski   | R. 1             |                   |  |             |             |  |  |       |       |  |  |  |  |
|  | Sergei Kharitonov | KO               |                   |  |             |             |  |  |       |       |  |  |  |  |
|  | Sergei Kharitonov | KO               | Sergei Kharitonov |  |             |             |  |  |       |       |  |  |  |  |
|  |                   |                  |                   |  |             |             |  |  |       |       |  |  |  |  |
|  |                   | Josh Barnett     |                   |  |             |             |  |  |       |       |  |  |  |  |
|  | Josh Barnett      | R. 2             |                   |  |             |             |  |  |       |       |  |  |  |  |
|  | Josh Barnett      | R. 2             |                   |  |             |             |  |  |       |       |  |  |  |  |
|  | Brett Rogers      | SUB              |                   |  |             |             |  |  |       |       |  |  |  |  |

### Webbkällor
- ”Champions”. strikeforce.com. http://strikeforce.com/fighters/champions/. Läst 15 februari 2011.